# Heinrich Gustav Hotho
Heinrich Gustav Hotho, född den 22 maj 1802 i Berlin, död där den 24 december 1873, var en tysk konsthistoriker.
Hotho blev 1829 professor vid Berlins universitet och 1858 direktör för kungliga museets kopparstickssamling. Hans främsta arbeten är Geschichte der deutschen und niederländischen Malerei (1842–1843), Die Malerschule Huberts van Eyck (1855–1858; ofullbordad), Die Meisterwerke der Malerei vom Ende des 3. bis Anfang des 18. Jahrhunderts in photo- und photolithographischen Nachbildungen (påbörjad 1865; ofullbordad) och Geschichte der christlichen Malerei (1867–1872; ofullbordad). Hotho utgav även Hegels Vorlesungen über die Aesthetik (2:a upplagan 1842–1843).